# 伊藤高見
伊藤高見(日语：伊藤たかみ，1971年4月5日—)是一位日本作家，出生於日本兵庫縣神戶市。

## 生平
伊藤高見畢業於東京早稻田大學政治經濟學部。

## 其他
伊藤高見與日本歌手平井堅是中學同班同學，據他本人的說法，當時他老是將平井堅(日語發音Hirai Ken)暱稱為「Hiraken」。